# The A.X.E. Project
The A.X.E Project е метъл група в град Монтана, България.
Нейното звучене е базирано на средновековни тактове 3/4, 4/4, 7/8 и 11/8. Използва мъжки и женски вокали като дует или оперен тип диалог.

## История

### A.X.E. и рок операта (1991 – 1995)
Идеята за създаване на групата се заражда през годините 1991 г. и 1994 г. когато двамата братя Георги и Росен Георгиеви, както и текстописецът Петър Петров имат желанието да направят рок опера със заглавие „Последната битка на Тангра“.
През 1994 г. е създадена групата с име A.X.E. в първоначалния си вид, към който още се включват Росен Механов – китара, Валентин Петров – клавишни и Николай Симеонов бас китара.
През 1995 г. групата излиза на сцена за първи път. По-късно същата година рок операта достига второ място в класацията на местното „Радио Благоевград“.

### Промяна в стила – The A.X.E. Project (1998)
През 1998 г. двамата братя Росен и Георги сменят стила на музиката, която прави групата, тъй като те искат групата да се отличава със свой стил. Сменено е и името на групата – The A.X.E. Project. Оттогава Росен е автор на музиката, а Георги се занимава с писане на текстове и аранжимент.

### Stories from a twilight realm – part I (2000 – 2002)
В периода между 2000 г. и 2001 г. набират музиканти, за да запишат първото си демо CD с работно заглавие Stories from a twilight realm – part I, което те успяват да завършат през 2002 г.

### Angels Without Wings (2002 – 2005)
През 2002 г. към групата се присъединява вокалистката Биляна Ценова. През 2003 идват и Георги Илиев – барабани, Лили Светлинова – клавишни и Филип Наков – бас китара.
Втория демо запис на проекта е издаден през 2003 г. под името Angels Without Wings.

### (2007 – 2010)
В началото на 2007 г. групата свири на два концерта заедно с Evergrey (Швеция) и Stonegard (Норвегия) на тяхното турне в България. Скоро след това The A.X.E Project участва в два международни фестивала – BerkRock (България) и Red Alert Open Air (Украйна). На BerkRock бандата подгрява Brazen Abbot и Джо Лин Търнър.
През 2008 г. Биляна Ценова напуска групата поради лични причини. The A.X.E. Project намират новата си вокалистка – Стелла Цокева, която работи с тях почти една година, след което мястото и заема Вероника Георгиева.
В края на 2009 г. групата подписва договор с Double D Music.
През 2010 г. бандата прави малко турне в четири български града – Пловдив, Хасково, Монтана и Плевен, като към тях се присъединяват някои местни групи като Ellenium и Bendida. През 2010 г. проекта напускат почти всички музиканти с изключение на основателите Росен и Георги. По-късно същата година към тях се присъединява Петя Плукчиева (сопрано), Росен Механов (соло китара), Стоян Петров (барабани) и Софи Василева (флейта). Демо албумът от 2003 г. е презаписан отново, но този път в професионално студио и е издаден през декември 2010 г.

### Концерт сBlind Guardianи издаване на Dark Tales: Live 2011 (DVD) (2011 – 2014)
На 30 април 2011 г. групата свири на една сцена с Blind Guardian при тяхното трето посещение в София. По време на концерта са направени записи, които по-късно са използвани за издаване на първото DVD на The A.X.E. Project. То вижда бял свят на 14 март 2012 г.
В началото на 2014 г. Мартин Емилов (соло китара) идва на мястото на Росен Механов. Групата участва в Battle Of The Bands 2014 в София, България.

### Международни участия и нов договор (2015)
В началото на 2015 г. групата подписва договор с испанския лейбъл Art Gates Record за издаване на техния втори албум. Албумът се казва Stories Of A Lost Realm: Part Two и неговата световна премиера е на 30 ноември 2015.
На 18 октомври 2015 г. The A.X.E. Project има участие в Рим, Италия заедно с Leaves’ Eyes, Diabulus in Musica и Melted Space.

## Членове на групата
Настоящи членове
- Росен Георгиев – китара (1994–настояще)
- Георги Георгиев – бас китара и вокал (1994–настояще)
- Петя Плукчиева – вокал (2010–настояще)
- Мартин Емилов – китара (2014–настояще)
- Йордан Тодоров – клавишни (2010–настояще)
- Стоян Петров – барабани (2010–настояще)

Бивши членове
- Софи Василева – флейта (2010 – 2014)
- Николай Симеонов – бас китара  (1994 – 1998)
- Росен Механов – китара  (1994 – 1995, 2005 – 2007, 2010 – 2013)
- Валентин Петров – клавишни  (1994 – 1998)
- Биляна Ценова – вокал  (2002 – 2003, 2006 – 2008)
- Филип Наков – бас китара  (2003 – 2004)
- Георги Илиев – барабани  (2003 – 2004)
- Лили Светлинова – клавишни  (2003 – 2004)
- Ботьо Павлов – барабани  (2005)
- Марин Иванов – клавишни  (2005 – 2010)
- Пламена Челаврова – вокал  (2005 – 2006)
- Петър Светлинов – барабани  (2006 – 2010)
- Кирил Кертев – китара  (2007 – 2010)
- Стелла Цокева – вокал  (2008 – 2009)
- Вероника Георгиева – вокал  (2009 – 2010)

## Дискография
- Stories from a Twilight Realm Pt.I (Demo 2002)
- Angels Without Wings (Demo 2006)
- Stories from a Lost Realm Part One (Full-length 2010)
- Dark Tales: Live 2011 (Video 2012)
- Stories from a Lost Realm: Part Two (Full-length 2015)